# Gowdagere, Pandavapura
Gowdagere là một làng thuộc tehsil Pandavapura, huyện Mandya, bang Karnataka, Ấn Độ.